# حزب اليسار الأخضر (هولندا)
حزب اليسار الأخضر (حزب اليسار الأخضر) حزب سياسي هولندي ، تأسس سنة 1989 ، وهو عضو في حزب الخضر الأوروبي. زعيم الحزب الحالي هو جيسي كلافر .
تشكل حزب الخضر في 1 مارس 1989 من ائتلاف من الشيوعيين ودعاة السلام والانجيليين. حصل على 6.6% من الأصوات و10 مقاعد خلال انتخابات سنة 2010. مني الحزب بهزيمة كبيرة خلال الانتخابات التشريعية عام 2012، حيث حصل على 2.3% من الأصوات و4 مقاعد من أصل 150 التي تتألف منها الجمعية الوطنية. تولى جيسي كلافر زعامة حزب الخضر مايو 2015، وحقق أفضل نتيجة للحزب منذ تأسيسه في الانتخابات العامة الهولندية 2017.

## وصلات خارجية
- الموقع الرسمي لحزب اليسار الأخضر الهولندي على شبكة الانترنيت : www.groenlinks.nl